# Mevalonzuur
Mevalonzuur is een vertakt, verzadigd hydroxyvetzuur. Het heeft een chiraal centrum. Men onderscheidt bijgevolg twee optische isomeren: (R)-mevalonzuur en (S)-mevalonzuur.
(R)-Mevalonzuur komt in de natuur voor. Het is een tussenproduct in de biosynthese van cholesterol uitgaande van acetyl-CoA. De omzetting van 3-hydroxy-3-methylglutaryl-CoA (HMG-CoA) in mevalonzuur wordt gekatalyseerd door het enzym HMG-CoA-reductase. Deze stap is snelheidsbeperkend in de cholesterolsynthese.
In planten is de zogenaamde mevalonaatweg een belangrijke metabole pathway voor de biosynthese van moleculen die aan diverse celprocessen deelnemen, waaronder cholesterol, dolichol, heem a en ubichinon.